# Вбивство Патрісії Алаторре
Патрісія Джоселін «Петті» Алаторре (англ. Patricia Jocelyn «Patty» Alatorre) (14 травня 2007 — 2 липня 2020) — підліток з Бейкерсфілда, штат Каліфорнія, яку Армандо Круз зґвалтував і вбив після її зникнення 1 липня 2020 року. Круз й Алаторре познайомилися через соціальні мережі та обмінялися власними фото. Під час перписки Круз двічі переконував Алаторре зустрітися. На другій зустрічі Круз задушив Алаторре, зґвалтувавши її бездиханне тіло, перш ніж спалити. Круз був заарештований після того, як поліція знайшла білий пікап, схожий на той, що використовувався під час її викрадення. Зґвалтування та смерть Алаторре були описані Департаментом поліції Бейкерсфілда як один з найжахливіших випадків, що коли-небудь траплявся в місті.
Після вбивства мешканці району влаштували день жалоби та меморіал Алаторре, збирали гроші для її сім'ї та проводили агітацію за жорстке покарання для Круза. На честь Патрісії 12 жовтня 2020 року була відкрита фреска в центрі Бейкерсфілда.

## Викрадення та вбивство
За тиждень до вбивства Патрісія та Армандо Круз, уродженець Інглвуду, спілкувалися в соціальній мережі та надсилали один одному свої фото. Згодом Патрісія та Армандо все ж зустрілися — на цій зустрічі Армандо примусив Патрісію зайнятися оральним сексом.
Патрісія зникла з дому 1 липня приблизно о 23:00, коли сіла в білий пікап. Авто проїхало по Вібл Роад та Хоскінг авеню де їх зафіксувала камера. Під час поїздки Патрісія кричала та говорила що не хоче їхати з Крузом, після чого хлопець напав на дівчину в авто, почав душити поки та не припинила дихати. Після цього Круз зґвалтував труп Патрісії перш ніж спалити його в автівці.

## Розслідування
На початку розслідування Поліцейський департамент Бейкерсфілда вважав що Патрісія сама втікла з дому, але після перегляду відео з камер, де дівчина була біля білого пікапа, поліцейські відкинули цю версію. Згодом розслідування про зникнення перекваліфікували в розслідування вбивства, а 6 липня поліція знайшла пікап та оголосила Армандо Круза підозрюваним в убивстві. Згодом Круз був заарештований після оприлюднення відео, на якому було видно пікап, самого Круза та Патрісію.

## Судовий процес
7 липня прокурорка округу Кер, Сінтія Зіммер, висунула обвинувачення у 12 злочинах, включно з обвинуваченням у сексуальному насильстві. Сам Круз не визнавав себе винним по жодному з обвинувачень.
30 липня Круз не з'явився на судове засідання. Окружний прокурор Зіммер заявив, що Круз не хоче залишати камеру, а хоче поговорити зі своїм адвокатом перед зверненням до чуда. Наступного дня Крузом в судових документах було описано вбивство Патрісії, де хлопець визнавав, що він вступав у сексуальний контакт проти волі дівчини, а пізніше вбив її перед тим, як викинув мобільний телефон неподалік 99 шосе.
14 серпня 2020 року захист Круза намагався не допустити ЗМІ та громадськість на усі досудові слухання, щоб зробити суд над Крузом «справедливим», а також через пандемію COVID-19. Через місяць, 28 вересня 2020 року, Коаліція Перших Поправок звернулася до суду з проханням відхилити клопотання виконавчого директора Девіда Снайдера, зазначивши, що «за відсутності надзвичайних обставин, відсутніх у справі Круза, громадськість має право побачити, як працює судова система». 22 жовтня слухання справи були відкладені до грудня, оскільки Коаліція запропонувала відкритий судовий процес. У грудні судовий розгляд знову було перенесено на лютий 2021 року.

## Реакція

### Меморіал та вшанування пам'яті
У день, коли Круза було затримано, сім'я та громада облаштували меморіал на честь Патрісії поблизу району, де її востаннє бачили. Шкільний округ «Грінфілд Юніон» опублікував відповідь на смерть Патрісії та зголосився допомогти вбитим горем батькам з ушануванням Патрісії 25 липня відбулася панахида за загиблою.

### «Круїз для Патрісії»
10 та 11 липня мешканці запланували круїз на згадку про Патрісію, яка була фанатом автомобілів. Наступного дня понад 100 людей прийшли на захід, щоб вшанувати пам'ять та зібрати гроші для родини загиблої.

### Фреска
Місцеві художники з групи «The Next Steps» хотіли намалювати фреску в честь Патрісії та назвати її «Дочкою Бейкерсфілду». 9 жовтня група оголосила, що фреска між 19 і Ель стріт буде відкрита в наступний понеділок. Фреску встановили після церемонії, учасники приносили червоні троянди, та соняшник, улюблені квіти Патрісії.